# Pistolet maszynowy Ruger MP9
Ruger MP9 – ostatni seryjnie produkowany pistolet maszynowy skonstruowany przez Uziela Gala.

## Historia konstrukcji
Na początku lat osiemdziesiątych przebywający w USA Uziel Gal skonstruował nowy pistolet maszynowy oznaczony jako Gal-Tech Uzi Model 201. Patent na nową broń został sprzedany kanadyjskiej firmie Diemaco Inc. Jednak zaostrzenie kanadyjskich przepisów dotyczących sprzedaży tego rodzaju broni na rynku cywilnym i brak zainteresowania armii nowym pistoletem maszynowym sprawiły, że produkcji nie uruchomiono, a patent odsprzedano amerykańskiej firmie Sturm-Ruger & Co. Inc.
Nowy właściciel patentu poddał broń serii testów. Po ich zakończeniu Uziel Gal, Bill Ruger i James Sullivan dokonali kilku drobnych modyfikacji projektu. Najbardziej widoczną zmianą było zastąpienie chwytu pistoletowego skonstruowanego jako kombinacja stali i tworzywa sztucznego, chwytem wykonanym całkowicie z tworzywa sztucznego Zytel.
W 1994 roku rozpoczęto sprzedaż tego pistoletu maszynowego pod nazwą Ruger MP9. Wśród użytkowników MP9 znalazły się FBI i niektóre policje stanowe. MP9 nie jest dostępny na rynku cywilnym (nawet w stanach dopuszczających handel i posiadanie broni maszynowej).

## Opis konstrukcji
Pistolet maszynowy Ruger MP9 jest bronią samoczynno-samopowtarzalną (na ogień pojedynczy i ciągły) działającą na zasadzie wykorzystania energii zamka swobodnego. Broń strzela z zamka zamkniętego. Mechanizm spustowy z możliwością strzelania ogniem pojedynczym i seriami. Przełącznik rodzaju ognia pełniący także funkcję bezpiecznika nastawnego po lewej stronie chwytu pistoletowego. Zasilanie z magazynków 32 nabojowych dołączanych do gniazda w chwycie pistoletowym, zwalnianie magazynków przyciskiem w tylnej, dolnej części chwytu. Przyrządy celownicze składają się z muszki i celownika przerzutowego. Rękojeść przeładowania znajduje się na szczycie komory zamkowej. Dolna część broni jest odlewem z tworzywa sztucznego mającym kształt trzech połączonych chwytów. Chwyt środkowy będący także gniazdem magazynka ma klasyczny kształt. Przedni jest częścią osłony spustu, a na tylnym opiera się złożona kolba. Kolba składana.